# 마에다촌 (아키타현)
마에다촌(前田村)은 아키타현 기타아키타군에 있던 촌이다. 현재의 기타아키타시 남부,  고마타강 유역을 중심으로 한 구역에 해당한다.

## 역사
- 1889년 4월 1일 - 정촌제 시행에 의해 6촌의 구역으로 성립하였다.
- 1925년 - 지주가 전 소작인에 대해서 대부료를 인상을 통고하였고, 1929년까지 소작 쟁의가 계속되었다.
- 1956년 9월 30일 - 요나이자와정과 합병해, 모리요시정이 성립하였다. 동일 마에다촌이 폐지되었다.

## 교통

### 철도
- 일본국유철도 오우 본선

현재는 구촌역에 마에다미나미역이 소재하지만, 당시는 미개업.

### 도로
- 아니 가도(현:국도 105호선)